# Michelangelo Seghizzi
Michelangelo Seghizzi (Lodi, 1565 – Lodi, 9 marzo 1625) è stato un vescovo cattolico italiano.

## Biografia
Il 13 giugno 1616 fu nominato vescovo di Lodi. Ricevette la consacrazione episcopale il 26 giugno dal cardinale Giovanni Garzia Mellini. Mantenne la carica fino alla morte, avvenuta il 9 marzo 1625.

## Genealogia episcopale
La genealogia episcopale è:
- Arcivescovo Filippo Archinto
- Papa Pio IV
- Cardinale Giovanni Antonio Serbelloni
- Cardinale Carlo Borromeo
- Cardinale Gabriele Paleotti
- Cardinale Ludovico de Torres
- Cardinale Giovanni Garzia Mellini
- Vescovo Michelangelo Seghizzi, O.P.